# Posio

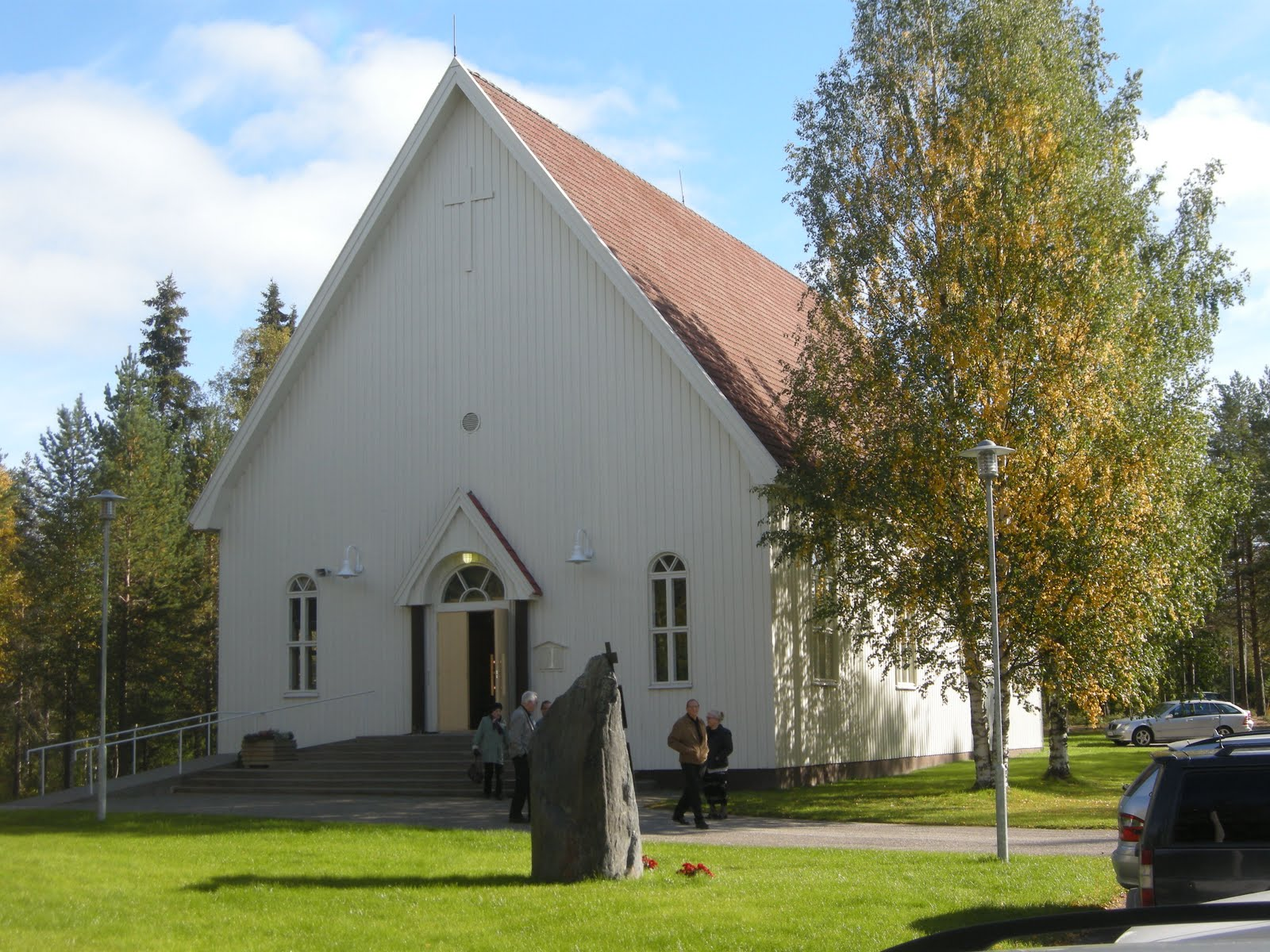
Posio kyrka.

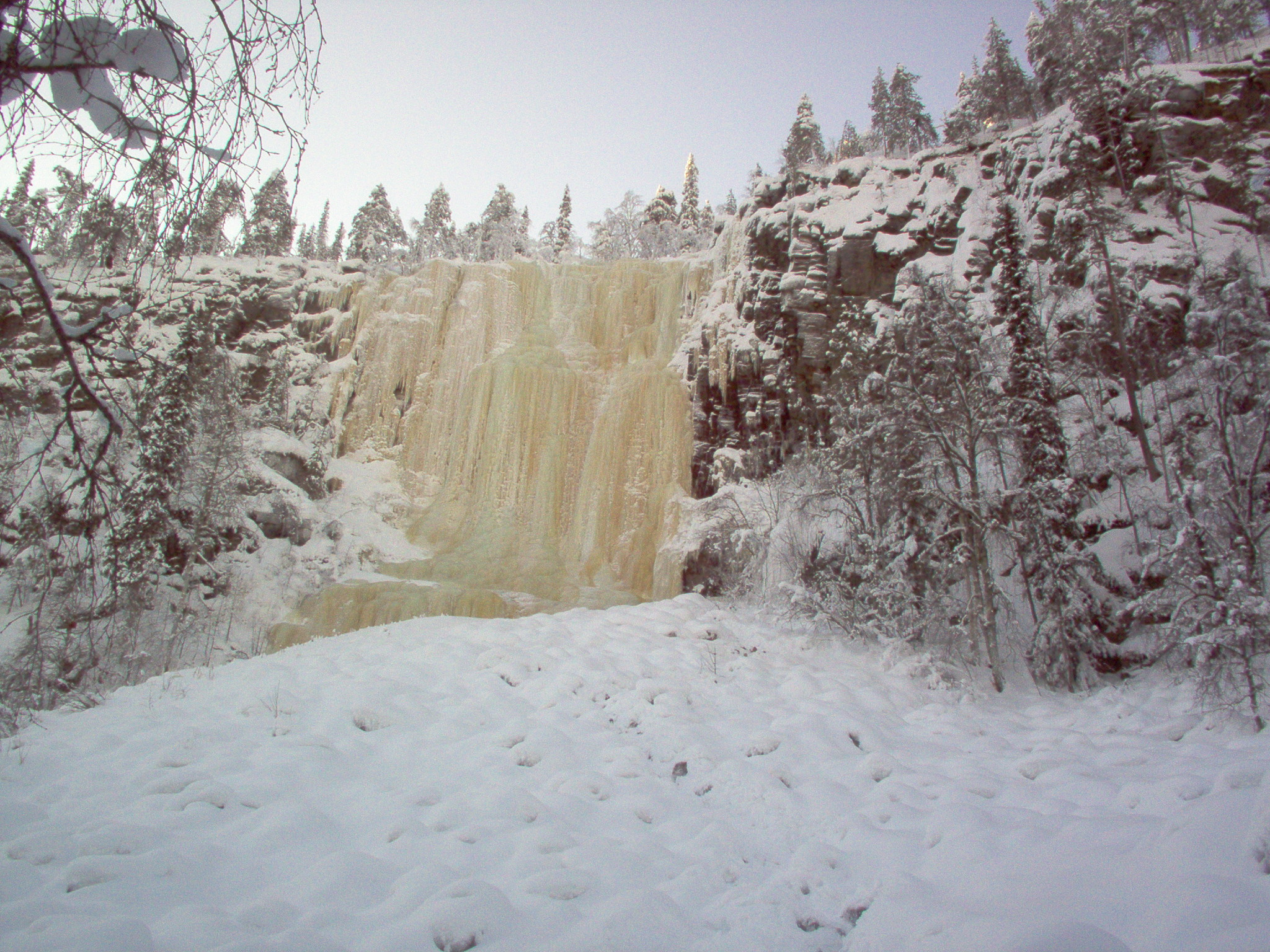
Isvägg i Korouoma.

Posio är en kommun i den sydöstliga delen av landskapet Lappland i Finland. Posio har 3 066 invånare (2021) och en areal omfattande 3 544,9 kvadratkilometer, varav 505,78 km² består av vatten. Kommunen är enspråkigt finsk. Centralorten heter Ahola. Grannkommuner är Rovaniemi, Kemijärvi, Ranua, Salla, Kuusamo, Taivalkoski och Pudasjärvi. Här går bland annat Europaväg 63 förbi.

## Historia
Posio kommun och församling bildades 1926 som utbrytning ur Kuusamo (3 041 personer), Taivalkoski (514 personer), Pudasjärvi (72 personer) och Rovaniemi (40 personer).

## Tätorter
Vid tätortsavgränsningen den 31 december 2021 fanns endast en tätort inom Posio kommuns område: "Ahola (Posio)" med 1 238 invånare.

## Politik
Statistik över kommunalval i Finland finns tillgänglig för enskilda kommuner från valet 1964 och framåt. Publikationen över kommunalvalet 1968 var den första som redovisade komplett partitillhörighet.

### Mandatfördelning i Posio kommun, valen 1964–2021
| 7 | 1 | 15 |

| 5 | 1 | 2 | 14 | 1 |

| 4 | 1 | 1 | 16 | 1 |

| 4 | 2 | 19 |  |  |

| 5 | 2 | 18 | 2 |

| 20 | 7 |

| 4 |  | 19 | 3 |

| 21 | 6 |

| 4 |  | 20 | 2 |

| 21 | 6 |

| 4 | 2 | 19 | 2 |

| 19 | 8 |

| 3 | 2 | 20 | 2 |

| 15 | 12 |

| 5 |  | 21 |

| 17 | 10 |

| 3 |  | 23 |

| 17 | 10 |

| 2 | 2 | 8 | 15 |

| 17 | 10 |

| 1 | 3 | 1 | 16 |

| 11 | 10 |

| 1 | 3 | 1 | 12 |

| 8 | 9 |

| 1 | 2 | 2 | 12 |

| 7 | 10 |

### Valresultat i kommunalvalet 2017
| Parti                 | Parti                             | Röstfördelning | Röstfördelning | Röstfördelning | Röstfördelning | Mandatfördelning | Mandatfördelning |
| Parti                 | Parti                             | Antal          | Andel %        | Antal +−       | Andel % +−     | Antal            | +−               |
| --------------------- | --------------------------------- | -------------- | -------------- | -------------- | -------------- | ---------------- | ---------------- |
|                       | Centern i Finland                 | 1 079          | 68,3           | -187           | +4,4           | 12               | -4               |
|                       | Ryhmä 2008 yhteislista            | 256            | 16,2           | -9             | +2,9           | 3                | 0                |
|                       | Finlands Socialdemokratiska Parti | 126            | 8,0            | +49            | +4,1           | 1                | +1               |
|                       | Sannfinländarna                   | 118            | 7,5            | -38            | -0,4           | 1                | 0                |
|                       | Vänsterförbundet*                 | 0              | 0              | -149           | -7,5           | 0                | -1               |
|                       | Samlingspartiet*                  | 0              | 0              | -67            | -3,4           | 0                | 0                |
| Giltiga röster totalt | Giltiga röster totalt             | 1 579          | 100,00         | -401           | —              | 17               | -4               |
| Ogiltiga röster       | Ogiltiga röster                   | 24             | 1,5            | —              | —              |                  |                  |
| Valdeltagande         | Valdeltagande                     | 1 603          | 53,6           | —              | -8,9           |                  |                  |
| Röstberättigade       | Röstberättigade                   | 2 989          | —              | —              | —              |                  |                  |

Källa:
Partier eller valmansföreningar med en asterisk (*) ställde inte upp med kandidater i valet.

## Demografi

### Befolkningsutveckling
| Befolkningsutvecklingen i Posio kommun 1930–2020                                                                                      | Befolkningsutvecklingen i Posio kommun 1930–2020 | Befolkningsutvecklingen i Posio kommun 1930–2020 | Befolkningsutvecklingen i Posio kommun 1930–2020 | Befolkningsutvecklingen i Posio kommun 1930–2020 |
| --- | ------------------------------------------------ | ------------------------------------------------ | ------------------------------------------------ | ------------------------------------------------ |
| |                                                  |                                                  |                                                  |                                                  |
| År |                                                  |                                                  | Folkmängd                                        |                                                  |
| 1930 | 1930                                             |                                                  | 3 783                                            |                                                  |
| 1940 | 1940                                             |                                                  | 4 862                                            |                                                  |
| 1950 | 1950                                             |                                                  | 6 098                                            |                                                  |
| 1960 | 1960                                             |                                                  | 7 236                                            |                                                  |
| 1970 | 1970                                             |                                                  | 6 317                                            |                                                  |
| 1975 | 1975                                             |                                                  | 6 118                                            |                                                  |
| 1980 | 1980                                             |                                                  | 5 950                                            |                                                  |
| 1985 | 1985                                             |                                                  | 5 906                                            |                                                  |
| 1990 | 1990                                             |                                                  | 5 478                                            |                                                  |
| 1995 | 1995                                             |                                                  | 5 260                                            |                                                  |
| 2000 | 2000                                             |                                                  | 4 602                                            |                                                  |
| 2005 | 2005                                             |                                                  | 4 247                                            |                                                  |
| 2010 | 2010                                             |                                                  | 3 874                                            |                                                  |
| 2015 | 2015                                             |                                                  | 3 477                                            |                                                  |
| 2020 | 2020                                             |                                                  | 3 117                                            |                                                  |
| Anm: För tidsserien 1975-2020 avser uppgifterna förhållandena den 31 december nämnda år enligt områdesindelningen den 1 januari 2022. |                                                  |                                                  |                                                  |                                                  |

### Språk
Befolkningen efter språk (modersmål) den 31 december 2021. Finska, svenska och samiska räknas som inhemska språk då de har officiell status i landet. Resten av språken räknas som främmande. För språk med färre än 10 talare är siffran dold av Statistikcentralen på grund av sekretesskäl.
| Språk                        | Talare 2021-12-31 | Talare 2021-12-31 |
| Språk                        | Antal             | Andel (%)         |
| ---------------------------- | ----------------- | ----------------- |
| Hela befolkningen            | 3 066             | 100,0             |
| Finska                       | 3 015             | 98,3              |
| Svenska                      | 4                 | 0,1               |
| Samiska                      | 1                 | 0,0               |
| Främmande språk totalt       | 46                | 1,5               |
| Ryska                        | 14                | 0,5               |
| Språk med färre än 10 talare | 32                | 1,0               |